# VoltDB
VoltDB — реляционная резидентная СУБД без разделяемых ресурсов (англ. shared-nothing architecture) с поддержкой SQL, разработанная под руководством Майкла Стоунбрейкера, Сэмьюэла Мэддена и Даниеля Абади в начале 2010-х годов на основе академического проекта H-Store.
Система ACID-совместима, ориентирована на OLTP-нагрузки, при этом обеспечивает горизонтальную масштабируемость, по этим признакам относится к классу NewSQL. Система написана на Java; SQL-запросы в системе компилируются в форму хранимых процедур на Java.
Данные в кластере сегментируются, сегмент обслуживается одним аппаратным потоком. Поддерживается синхронная репликация между сегментами. Для обеспечения надёжности ведётся журнал предзаписи и используются непрерывные снимки. Начиная с версии 5.1 (марте 2015) обеспечивается репликация на основе журнала предзаписи (вместо повторного применения операции).
Имеется две редакции: коммерческая (Enterprise) и общественная (Community, опубликована под лицензией GNU Affero General Public License). Среди дополнительных возможностей коммерческой версии, недоступных в общественной — обеспечение высокой доступности, поддержка экспорта данных.

## История версий
- VoltDB Community Edition 1.0 (май 2010) — первый выпуск, распространявшийся под лицензией GPLv3;
- VoltDB 1.2 (октябрь 2010) — выпуск под двумя лицензиями: общедоступной (VoltDB Community Edition) и коммерческой (VoltDB Enterprise Edition);
- VoltDB 2.0 (сентябрь 2011) — поддержка журнала выполняемых команд (только в VoltDB Enterprise Edition);
- VoltOne (октябрь 2011) — одноузловая редакция VoltDB Enterprise Edition;
- VoltDB 2.5 (апрель 2012) — репликация сегментов и баз, репликация и восстановление кластера внутри и между центрами обработки данных (только VoltDB Enterprise Edition);
- VoltDB 3.0 (январь 2013) — ускорено выполнение запросов, предложены средства для модификации схемы данных без остановов, расширена поддержка SQL, высокопроизводительный экспорт данных (только VoltDB Enterprise Edition).[5];
- VoltDB 4.0 (январь 2014) — расширены возможности для аналитики в оперативной памяти и поддержка множества новых SQL, значительно увеличена производительность и пропускная способность при чтении аналитики, увеличения размера работающего Кластера без блокировок, поддержка хранимых процедур на языке Groovy, утилита миграции данных из MySQL, интерактивное обучение наряду с Volt Vanguard сертификацией.[6]
- VoltDB 5.0 (январь 2015) — включены средства интеграции с экосистемой Hadoop, в том числе средства экспорта (Kafka, HDFS, HTTP, RabbitMQ) и импорта (Kafka Loader, JDBC Loader, VoltDB Hadoop OutputFormat, Vertica UDx, Apache Hive и Apache Pig); расширение поддержки SQL, VoltDB Management Center (веб-браузерная панель для мониторинга и управления конфигурацией;
- VoltDB 5.1 (март 2015) — репликация на журналах предзаписи без единой точки отказа;
- VoltDB 6.0 (январь 2016) — поддержка геоданных, репликация в режиме активный — активный между различными площадками[7].